# 시드니 슈나이더
시드니 미셸 슈나이더(영어: Sydney Michelle Schneider, 1999년 8월 31일 ~ )는 자메이카의 여자 축구 선수이다. 포지션은 골키퍼이다.

## 생애
시드니 슈나이더는 미국 뉴저지주 사우스브런즈윅에 위치한 데이턴 구역 출신이다. 그의 아버지인 어니 슈나이더는 독일계 미국인이고 그의 어머니인 앤드리아 슈나이더는 자메이카 출신의 미국인 아버지와 자메이카인 어머니 사이에서 태어났다. 2017년 2월에는 노스캐롤라이나 대학교 윌밍턴 산하 여자 축구단인 UNC 윌밍턴 시호크스에 입단했다.
슈나이더는 미국, 독일, 자메이카 가운데 하나를 선택할 권리가 있었다. 2015년에는 자메이카 축구 연맹에 자메이카 여자 U-17 축구 국가대표팀에 합류해 줄 것을 제안했지만 거절당했다. 하지만 2016년에 자메이카 여자 U-17 축구 국가대표팀 명단에 이름을 올렸고 같은 해에 열린 CONCACAF U-17 여자 축구 선수권 대회에 참가했다.
2017년에는 자메이카 여자 U-20 축구 국가대표팀 명단에 이름을 올렸으며 2018년에 열린 CONCACAF U-20 여자 축구 선수권 대회에 참가했다. 슈나이더는 2018년 CONCACAF 여자 축구 선수권 대회에 참가한 자메이카 여자 축구 국가대표팀 명단에 이름을 올리면서 뛰어난 활약을 기록했다. 자메이카는 이 대회에서 3위를 차지하면서 2019년 FIFA 여자 월드컵 본선에 진출했다. 슈나이더는 2019년 FIFA 여자 월드컵 본선에도 참가했다.